# صويلح
صويلح إحدى مناطق الشمال الغربي للعاصمة الأردنية عمّان، تتبع إداريًا لواء الجامعة بحسب تقسيم أمانة عمان الكبرى. تعتبر من أقدم مناطق العاصمة ومن مناطقها المرتفعة نسبيًا، من أشهر أحيائها: الحيّان الشرقي والغربي، إسكان اليرموك للمهندسين، سوق صويلح، طلعة الذهب وحي الإرسال. أغلب سكانها من الأردنيين الشيشان والشركس والفلسطينيين، من أوائل سكانها المهاجرين الشيشان عام 1905م، مشهورة تاريخيًا بينابيع وعيون الماء.

## التسمية
يعود أصل تسمية المنطقة لعين ماء على طريق عمّان-السلط-القدس، كان المارّة يستريحون عندها ويتزودون منها للشرب ولسقاية دوابهم، وقد استقر ساكنًا بالقرب من هذه العين شخص اسمه صالح، وكانوا ينادونه بـ صويلح من باب التحبب والمداعبة، فسميت العين باسمه من قبل المسافرين وصارت تُطلق على كل المنطقة حول العين.
هنالك بعض الروايات المتداولة تنسب التسمية لشخص يُعرف بـ صالح الرميان، وتنسب له إنشاء القرية في العام 1824م/1240هـ، وهو أحد رجالات قبيلة العقيلات من بريدة في السعودية.

## التاريخ
كانت صويلح ولا تزال نقطة مرور متوسطة إلى جميع أنحاء المملكة وفلسطين، وهي نقطة متوسطة، وكانت مصيفا غزير الينابيع صيفا، يستفيد منها كل من حولها من عشائر البلقاء، وخاصة عباد، والعدوان، وحلف العدوان من العشائر، ولذلك كانت مقرًا مؤقتًا صيفًا، وكانت للبعض سكنًا في المغر شتاء لشدة برودتها.
بالإضافة إلى ما سبق فإنه وبسبب اقامة حامية تركية (معسكر) فيها، قريبا من عين الحمر، من جهة الفحيص، فقد كانت تلك العشائر تتخوف من توثيق مكان اقامتها، لخلافها مع تلك الحامية، ولمناهضتها للاتراك، بسبب عدم وجود الود بينهما، ولأسباب أخرى أهما الضريبة، والتجنيد الإجباري للدولة العثمانية، كما أنه كان هناك اتصال أكثر مع مراكز الثقل العشائري القريبة لهذه العشائر في أبو نصير، والجبيهة، وام الدنانير، وتلاع العلي، وخلدا، ودابوق، وقرى بدر الجديدة، وماحص، والسلط، حيث كان الاتصال اجتماعيا بهذا الاتجاه، إضافة إلى توثيق المعاملات الرسمية (المختار)، في تلك المناطق.
ولكن بعض العشائر استقرت قديما في هذه المنطقة، بعيدًا عن غيرها، لعدم وجود مقسم عشائري في مقرات العشائر، مثل الزبيدات بالكمالية شمال غرب صويلح، والدلاهمة بمنطقة ظهر صويلح.
بعد ذلك، وفي بداية القرن العشرين بدأت تركيا في تسهيل الهجرة القوقازية للمشرق العربي لأسباب متعددة نتيجة المجازر الروسية واتفاقية ادرنة بين روسيا والدولة العثمانية.
وحيث أنه كانت المناطق الاستراتيجية للسكن والإقامة التي تناسب الجميع هي المناطق القريبة من عيون الماء، فقد تم اسكان التركمان في مناطق ملاصقة للمعسكرات التركية، بصفتهم شعبا تركيا، وفي الدرجة الثانية الشعوب القوقازية الشيشان والشراكسة والداغستان (الشراكسة ذات اصل واحد وشعوب مختلفة) والارمن.
وعند قدوم الشيشان إلى صويلح سكنوا مغاور في ظهر صويلح، كانت سكنا شتويا للدلاهمة، وفي الصيف على عين الماء الرئيسي في وسط صويلح، ثم الشركس وسكنوا إلى الغرب (عين صويلح).
أكبر حامية تركية في البلقاء كانت في قرية الرمان وتم اسكان (10) آلاف نسمة من التركمان بجانبها في قرية الرمان التي هي لعشيرة الختالين من عباد في 1910 م، وحين هزمت تركيا لأول مرة (اللنبي) اندمجت الحامية التركية بالرمان مع الحامية التركية بالحمر غرب صويلح ورحل معها حوالي خمسة آلاف من التركمان والبقية رحلوا إلى العراق.
في بداية سكن الشيشان شنت العشائر عليهم الكثير من الغزوات ظنا منهم انهم اتراك (عائلات الجيش التركي)، ولانهم سكنوا مغاور بعض هذه العشائر (السكن الشتوي)، وفي 1918 حين رحلت تركيا بشكل نهائي من الحمر (والشام عموما) رحل معها الجالية التركمانية

## معالم
من أشهر مساجد صويلح هو مسجد الشيشان القديم أول مسجد في صويلح بناه المهاجرين الشيشان عام 1905 ومسجد عبد الرحمن بن عوف الذي قام بتأسيسه الشيخ عبد الله عزام ومسجد ناجح خلف الذي قام بتأسيسه أبنائه ومسجد مراد الذي فكان يؤمه أبو أنس الشامي.